# سانی تری
ساندرز ترل (Saunders Terrell) (زادهٔ ۲۴ اکتبر ۱۹۱۱ - درگذشتهٔ ۱۱ مارس ۱۹۸۶)، که با نام سانی تری شناخته می‌شود، نوازندهٔ نابینای سازدهنی سبک پیمونت بلوز بود. او را به خاطر سبک پُرانرژی‌اش در نواختن سازدهنی می‌شناسند که با فریادهای بسیار و تکنیک‌های نمایشی دست همراه بود.

## کارها
- Sonny Terry's Washboard Band (۱۹۹۵)
- Folk Songs of Sonny Terry and Brownie McGhee (۱۹۵۸)
- Blues with Big Bill Broonzy, Sonny Terry and Brownie McGhee (۱۹۵۹)
- Brownie McGhee, Sonny Terry At The Bunkhouse (۱۹۶۵)
- Sonny's Story (۱۹۶۰)
- Sonny is King (۱۹۶۰)
- Sing & Play (۱۹۶۶)
- Sonny & Brownie (۱۹۷۳)
- Robbin' The Grave (۱۹۷۴)
- Whoopin' (۱۹۸۴)
- Brownie McGhee and Sonny Terry Sing (۱۹۹۰)
- Whoopin' the Blues: The Capitol Recordings, 1947-1950 (۱۹۹۵)